# ATP de São Paulo
O Brasil Open foi uma competição de tênis disputada anualmente no Brasil. Foi um torneio de categoria ATP World Tour 250 sob incumbência da ATP. Foi disputada na cidade de São Paulo entre 2012 e 2019 e, anteriormente, edições avulsas entre os anos 1970 e 1990.

## História
Entre 2001 e 2011, o torneio foi disputado na Costa do Sauipe, no estado da Bahia. Primeiramente, era disputado em quadra rápida, logo após a realização do US Open. Em 2004, o piso foi alterado para o saibro e o evento passou a ser disputado no mês de fevereiro. O campeão é laureado com uma pontuação de 250 pontos no "Ranking de Entradas", além de embolsar uma quantia de US$ 75.700 (premiação de 2010, o valor costuma mudar a cada ano).
O ATP da Costa do Sauipe foi o responsável por trazer de volta ao Brasil um torneio ATP pontuando no circuito internacional de tênis. O Brasil teve torneios ATP entre 1986 e 1993, sendo que entre 1989 e 1992 havia dois no país. Entre 1986 e 1990 o Aberto de Itaparica teve cinco edições, tendo entre seus vencedores renomados nomes, como a então "jovem promessa", o norte-americano Andre Agassi e o então veterano sueco Mats Wilander, que ganhou na Bahia seu último torneio profissional.
Entre 1991 e 1993, o torneio foi substituído pelo Banespa Open, que já era disputado desde 1987, mas só a partir de 1991 como um torneio ATP. Houve uma primeira edição do São Paulo Open em 1976 que também valeu pontos para o circuito da ATP, e com uma histórica final entre o sueco Bjorn Borg e o argentino Guillermo Vilas, a qual é considerada a maior e melhor partida de tênis já disputada no Brasil.   
Ao mesmo tempo, foram disputados, também como Torneios ATP, o Aberto do Rio de Janeiro em 1989 e 1990, e o Aberto de Búzios entre 1991 e 1992. Assim como o Brasil Open, estes torneios deram a oportunidade para que alguns dos tenistas Nº 1 do Brasil viessem a ampliar as conquistas do país em títulos de ATP.
A partir de 2012, a competição passou a ser disputada na cidade de São Paulo, com jogos no Ginásio do Ibirapuera. Em 2016, mudou-se para o Esporte Clube Pinheiros, mas permaneceu no local até o ano seguinte. Em 2018, retornou ao Ibirapuera.
Depois da última edição, em 2019, foi substituído pelo ATP de Santiago. Por outro lado, o nome Brasil Open continuará, agora no circuito secundário, como São Paulo Open. Sendo assim, o mais importante torneio jogado no Brasil em nível ATP passou a ser o Rio Open, que é jogado desde 2014 nas quadras de saibro do Jockey Club Brasileiro, no Rio de Janeiro, e que cede 500 pontos aos campeões das chaves de simples e duplas.

## Finais

### Simples
| Ano                                                  | Campeão             | Vice-campeão         | Resultado      |
| ---------------------------------------------------- | ------------------- | -------------------- | -------------- |
| 2019                                                 | Guido Pella         | Christian Garín      | 7–5, 6–3       |
| 2018                                                 | Fabio Fognini       | Nicolás Jarry        | 1–6, 6–1, 6–4  |
| 2017                                                 | Pablo Cuevas        | Albert Ramos Viñolas | 36–7, 6–4, 6–4 |
| 2016                                                 | Pablo Cuevas        | Pablo Carreño Busta  | 7–6, 6–3       |
| 2015                                                 | Pablo Cuevas        | Luca Vanni           | 6–4, 3–6, 7–6  |
| 2014                                                 | Federico Delbonis   | Paolo Lorenzi        | 4–6, 6–3, 6–4  |
| 2013                                                 | Rafael Nadal        | David Nalbandian     | 6–2, 6–3       |
| 2012                                                 | Nicolás Almagro     | Filippo Volandri     | 6–3, 4–6, 6–4  |
| Torneio não realizado nesta cidade entre 1994 e 2011 |                     |                      |                |
| 1993                                                 | Alberto Berasategui | Slava Dosedel        | 6–4, 6–3       |
| 1992                                                 | Luiz Mattar         | Jaime Oncins         | 6–1, 6–4       |
| 1991                                                 | Christian Miniussi  | Jaime Oncins         | 2–6, 6–3, 6–4  |
| 1990                                                 | Robbie Weiss        | Jaime Yzaga          | 3–6, 7–6, 6–3  |
| 1989                                                 | Martin Jaite        | Javier Sánchez       | 7–6, 6–3       |
| 1988                                                 | Jay Berger          | Horacio de la Peña   | 6–4, 6–4       |
| 1987                                                 | Jaime Yzaga         | Luiz Mattar          | 6–2, 4–6, 6–2  |
| 1982                                                 | José Luis Clerc     | Marcos Hocevar       | 6–2, 6–7, 6–3  |
| 1980                                                 | Wojtek Fibak        | Vincent Van Patten   | 6–0, 7–6       |
| 1976                                                 | Bjorn Borg          | Guillermo Vilas      | 7–6, 6–2       |

### Duplas
| Ano                                                  | Campeões                              | Vice-campeões                     | Resultado         | Ref.   |
| ---------------------------------------------------- | ------------------------------------- | --------------------------------- | ----------------- | ------ |
| 2019                                                 | Federico Delbonis Máximo González     | Luke Bambridge Jonny O'Mara       | 6–4, 6–3          |        |
| 2018                                                 | Federico Delbonis Horacio Zeballos    | Juan Sebastián Cabal Robert Farah | 6–3, 5–7, [10–3]  |        |
| 2017                                                 | Rogério Dutra Silva André Sá          | Marcus Daniell Marcelo Demoliner  | 7–65, 5–7, [10–7] |        |
| 2016                                                 | Julio Peralta Horacio Zeballos        | Pablo Carreño Busta David Marrero | 4–6, 6–1, [10–5]  |        |
| 2015                                                 | Juan Sebastián Cabal Robert Farah     | Paolo Lorenzi Diego Schwartzman   | 6–4, 6–2          |        |
| 2014                                                 | Guillermo García-López Philipp Oswald | Juan Sebastián Cabal Robert Farah | 5–7, 6–4, [15–13] |        |
| 2013                                                 | Alexander Peya Bruno Soares           | František Čermák Michal Mertiňák  | 56–7, 6–2, [10–7] |        |
| 2012                                                 | Eric Butorac Bruno Soares             | Michal Mertiňák André Sá          | 3–6, 6–4, [10–8]  |        |
| Torneio não realizado nesta cidade entre 1994 e 2011 |                                       |                                   |                   |        |
| 1993                                                 | Sergio Casal Emílio Sánchez           | Pablo Albano Javier Frana         | 4-6, 7-6, 6-4     | [ 4 ]  |
| 1992                                                 | Diego Pérez Francisco Roig            | Christer Allgårdh Carl Limberger  | 6–2, 7-6          | [ 5 ]  |
| 1991                                                 | Andrés Gómez Jaime Oncins             | Jorge Lozano Cássio Motta         | 7-5, 6-3          | [ 6 ]  |
| 1990                                                 | Shelby Cannon Alfonso Mora            | Mark Koevermans Luiz Mattar       | 6-7, 6–3, 7-6     | [ 7 ]  |
| 1988                                                 | Jay Berger Horacio de la Peña         | Ricardo Acuña Javier Sánchez      | 5-7, 6–4, 6-3     | [ 8 ]  |
| 1987                                                 | Gilad Bloom Javier Sánchez            | Tomás Carbonell Sergio Casal      | 6–3, 6-7, 6-4     | [ 9 ]  |
| 1982                                                 | Carlos Kirmayr Cássio Motta           | Peter McNamara Ferdl Taygan       | 6-3, 6-1          | [ 10 ] |
| 1980                                                 | Anand Amritraj Fritz Buehning         | David Carter Chris Lewis          | 7-6, 6-2          | [ 11 ] |
| 1976                                                 | Ross Case Geoff Masters               | Charlie Pasarell Allan Stone      | 6–5, 6-1          | [ 12 ] |